# ブルンジ虐殺 (1972年)
イキザ、またはブルンジ虐殺（カタストロフィー、ウブウィチャニーとも）は、1972年にブルンジで発生したフツ・ツチ間の民族対立が激化し虐殺へと繋がった事件（ジェノサイド）で、保守的な推定では、この事件による死者数は10万人から15万人の間であるが、死者数は30万人に達するという推定もある。

## 概要
1972年4月〜8月にかけて起こった出来事で、フツ人が反乱を起こし1万人のツチ人を殺害したというものである。その報復措置で、フツ・パワーによる15万人～30万人のフツ人が虐殺され、相応に痛手を負った。報復措置は、当時の政府であり、社会主義路線を敷いていたミシェル・ミコンベロ政権が直々に支援を行っていたが、この事実は外部には漏れず、西側諸国はこの虐殺に対する措置をしていなかった。

## 歴史的背景
20世紀、フツ、ツチ、トゥワという三つの民族グループが「混住しており」、ドイツ領東アフリカ時代にはツチ優遇政策が採られ、フツは依然として細々と暮らすことを余儀なくされていた（中には親ツチ寄りで独自の王家であるガンワと呼ばれるグループも存在した）。しかし、時間の経過とともに、この区別の政治的顕著性は低下し、カテゴリーはツチ族のグループに包含された。